# Charles-Georges-Auguste de Brunswick-Wolfenbüttel
Charles Georges Auguste, Prince héréditaire de Brunswick-Wolfenbüttel (Londres, 8 février 1766 - Antoinettenruh, 20 septembre 1806) est l'héritier du duché de Brunswick comme le fils aîné de Charles-Guillaume-Ferdinand de Brunswick-Wolfenbüttel et de Augusta-Charlotte de Hanovre.

## Biographie
En 1789, son père fait officiellement à la princesse Louise d'Orange-Nassau, une proposition de mariage sur son nom. Considéré comme un geste de gratitude et d'alliance entre la Maison d'Orange-Nassau et son père, qui a assisté la famille au cours de la rébellion en 1787, le mariage est célébré le 14 octobre 1790 à La Haye. 
Le couple s'installe ensuite à Brunswick. Comme son mari est né mentalement retardé et aveugle, et Louise est plus une infirmière qu'une épouse, il est totalement dépendant d'elle. Dans une lettre écrite en 1791, elle n'exprime aucune lamentation sur l'absence d'enfants issus de son mariage et indique que son époux semble plutôt heureux avec elle.
Le fait que l'héritier du duché n'a pas d'enfants et n'est pas censé en avoir, lui vaut de devoir renoncer à sa position d'héritier au profit de son frère cadet.